# 丹羽未來帆
丹羽未來帆（日语：にわ みきほ，1989年9月27日—）是日本女演員

## 參與作品

### 電視劇
- 天裝戰隊護星者（2010年2月14日－2011年2月6日，朝日電視台）：飾演 護星黃／茉內

## 外部連結
| 前任： 森田涼花 （侍戰隊真劍者） | 日本超級戰隊系列黃色戰士演員 天裝戰隊護星者 2010年2月14日－2011年2月6日 | 繼任： 市道真央 （海賊戰隊豪快者） |

- （页面存档备份，存于）